# Tinsley Lindley
Tinsley Lindley (Nottingham, 26 ottobre 1865 – Nottingham, 31 marzo 1940) è stato un calciatore inglese, di ruolo attaccante.

## Caratteristiche tecniche
Lindsey giocava con ai piedi un paio di scarpe pesanti in cuoio invece dei tradizionali scarpini da calcio, ritenendo che questi ultimi limitassero il suo scatto. Detenne il record di gol per la Nazionale inglese dal marzo 1888, quando eguagliò le 11 reti di Charles Bambridge, al 1898, anno in cui fu superato da Steve Bloomer.

## Carriera
Nato in una famiglia influente (l'attività di suo padre Leonard dava lavoro a 130 persone e fu sindaco di Nottingham nel 1882), cominciò a giocare a calcio alla Nottingham High School, diventando capitano della squadra della scuola e mostrando un notevole talento. Nel 1881-1882 fu quindi chiamato a giocare con la squadra riserve del Nottingham Forest, con cui segnò 85 reti in una sola stagione. Nel 1885 andò a studiare all'Università di Cambridge e giocò nella squadra dell'ateneo, diventandone capitano nel 1888. Nel frattempo cominciò ad essere convocato nella Nazionale inglese, a partire dal 1886. Durante i suoi anni universitari giocò anche alcune partite per il Corinthian FC ed il Casuals FC. Nel 1888 terminò gli studi e tornò alla città natale per giocare con il Nottingham Forest. Giocò poi alcune partite per Notts County FC, Crusaders FC, Swifts FC e nuovamente per il Corinthian FC. Dopo aver giocato con il Corinthian contro l'Everton nel marzo 1891 annunciò il ritiro, anche se l'anno seguente ebbe occasione di giocare 3 partite come ospite per il Preston North End.
Dopo il ritiro si dedicò intermanete alla carriera di avvocato, diventando anche docente di diritto all'Università di Nottingham e servendo come giudice nel Tribunale della Contea. Rimase inoltre ancora per molti anni nel Comitato del Nottingham Forest FC.

## Altri sport
Lindley giocò anche a cricket con il Cambridge University CC ed il Nottinghamshire CCC e a con il Nottinghamshire RFC.